# Trillerkreuz

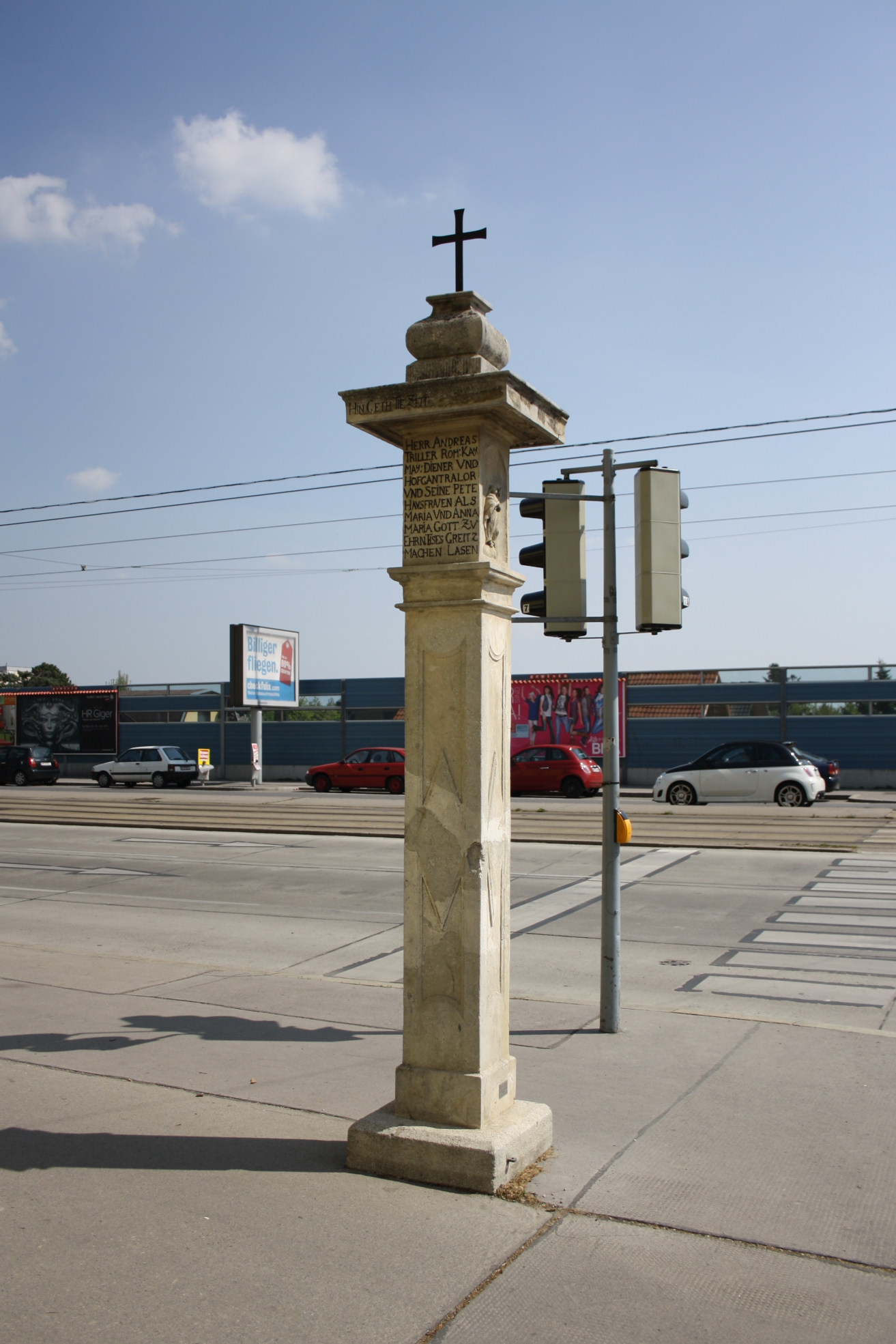
Trillerkreuz

Das Trillerkreuz (andere Schreibweise: Triller-Kreuz) ist ein Bildstock  im Kreuzungsbereich Brünner Straße und Trillergasse im 21. Wiener Gemeindebezirk Floridsdorf. Das Objekt steht unter Denkmalschutz (Listeneintrag).

## Geschichte
Die vor 1660 erbaute Säule war ursprünglich freistehend und wurde später in eine Hausmauer eingemauert. Erst seit 1967 ist sie wieder freistehend.

## Beschreibung
Das Trillerkreuz ist ein reliefierter Bildstock aus Stein. Über einem einfachen Sockel ist ein Vierkantpfeiler mit geometrischen Motiven. Stirnseitig ist das „Schweißtuch der Veronika“ sowie die Leidenswerkzeuge dargestellt. Ein Tabernakelaufsatz ist durch ein umlaufendes Gesims vom Vierkantpfeiler abgesetzt. Am Tabernakelaufsatz sind Rundbogenfelder, darin sind drei Reliefdarstellungen zu sehen. Sie zeigen die „Kreuzigung Jesu“, „Christus am Ölberg“ sowie die „Schmerzensreiche Muttergottes“. Auf der vierten Seite des Tabernakelaufsatzes ist eine Stifterinschrift zu lesen. Über dem Aufsatz ist eine ausladende Deckplatte. Der Bildstock wird durch ein einarmiges Kreuz aus Metall nach oben hin abgeschlossen.

## Inschrift
Im Tabernakelaufsatz ist im Stifterfeld folgende Inschrift zu lesen:
„HERR ANDREAS / TRILLER / RÖM:KAY / MAY: / DIENER UND / HOFGANTRALOR / UND SEINE PETE / HAUSFRAUEN ALS / MARIA UND ANNA / MARIA GOTT ZU / EHRN TISES GREITZ / MACHEN LASSEN“.
In der Deckplatte ist folgende Inschrift eingraviert:
„HIN GEHT TIE ZEIT / HERKOMBT DER TOT O MENSCHE THUE BUES; UND FÖRCHTE GOTT / ZU GOTT STEHET UNSER HOFNUNG“.